# Toshiba HX-52
Toshiba HX-52 (HX-52) је био кућни рачунар фирме Toshiba који је почео да се производи у Јапану од 1985. године.
Користио је  централни процесор + TMS-9918A + AY-3-8910A) као микропроцесор. RAM меморија рачунара је имала капацитет од 64 KB. 
Као оперативни систем кориштен је MSX DOS.

## Детаљни подаци
Детаљнији подаци о рачунару HX-52 су дати у табели испод.
|                       |                                                                  |
| [ 1 ]                 |                                                                  |
| Произвођач            |                                                                  |
| Тип                   | кућни рачунар                                                    |
| Меморија              | 64 KB                                                            |
| Поријекло             | Јапан                                                            |
| Година                | 1985                                                             |
| Тастатура             | Пуни помак, 73-тастера са 5 функцијских тастера и тастери смјера |
| Процесор              | централни процесор +                                             |
| Фреквенција процесора | 3,58                                                             |
| RAM                   | 64 KB                                                            |
| ROM                   | 32 BASIC/BIOS (MSX BASIC V1.0)                                   |
| Текст                 | мод 0: 40 x 24 - мод 1 : 32 x 24                                 |
| Графика               | Све до 256 x 192 пиксела                                         |
| Боја                  | 16                                                               |
| Звук                  | 4 канала, 8 октава + бијели шум                                  |
| Димензије             | непознато                                                        |
| Портови               |                                                                  |
| Оперативни систем     |                                                                  |